# Danh sách di sản văn hóa Tây Ban Nha được quan tâm ở hạt Conca de Barberà (tỉnh Tarragona)
Danh sách di sản văn hóa Tây Ban Nha được quan tâm ở hạt Conca de Barberà (tỉnh Tarragona).

## Di tích theo thành phố

### B

#### Barberà de la Conca(Barberà de la Conca)
| Tên                        | Dạng            | Địa điểm | Tọa độ                                        | Số hồ sơ tham khảo? | Ngày nhận danh hiệu? | Hình ảnh                                     |
| -------------------------- | --------------- | -------- | --------------------------------------------- | ------------------- | -------------------- | -------------------------------------------- |
| Bodega Cooperativa Barbará | Di tích Bodega  | Barbará  | 41°24′36″B 1°13′39″Đ / 41,409997°B 1,22743°Đ  | RI-51-0010771       | 30-07-2002           | Bodega Cooperativa de Barbará · Upload image |
| Lâu đài Barbará            | Di tích Lâu đài | Barbará  | 41°24′41″B 1°13′38″Đ / 41,411453°B 1,227182°Đ | RI-51-0006583       | 08-11-1988           | Castillo de Barbará · Upload image           |
| Tháp Ambigats              | Di tích Tháp    | Barbará  | 41°23′33″B 1°14′02″Đ / 41,392459°B 1,233784°Đ | RI-51-0006584       | 08-11-1988           | Upload image                                 |

### C

#### Conesa (Tarragona)
| Tên                                                             | Dạng                | Địa điểm | Tọa độ                                        | Số hồ sơ tham khảo? | Ngày nhận danh hiệu? | Hình ảnh                                       |
| --------------------------------------------------------------- | ------------------- | -------- | --------------------------------------------- | ------------------- | -------------------- | ---------------------------------------------- |
| Lâu đài Conesa (Nhà Delmera)                                    | Di tích Lâu đài     | Conesa   | 41°30′36″B 1°15′53″Đ / 41,509945°B 1,264748°Đ | RI-51-0006615       | 08-11-1988           | Castillo de Conesa · Upload image              |
| Nhà thờ San Pedro Sabella (Nhà thờ Sant Pere Sabella l`Abadiat) | Di tích Nhà thờ     | Conesa   | 41°31′02″B 1°14′49″Đ / 41,517232°B 1,247031°Đ | RI-51-0005020       | 17-10-1977           | Iglesia de San Pedro de Sabella · Upload image |
| Puertas và Recinto Amurallado                                   | Di tích Tường thành | Conesa   | 41°31′10″B 1°17′31″Đ / 41,519488°B 1,29188°Đ  | RI-51-0006616       | 08-11-1988           | Puertas y Recinto Amurallado · Upload image    |

### E

#### L'Espluga de Francolí(L'Espluga de Francolí)
| Tên                               | Dạng                                | Địa điểm            | Tọa độ                                        | Số hồ sơ tham khảo? | Ngày nhận danh hiệu? | Hình ảnh                              |
| --------------------------------- | ----------------------------------- | ------------------- | --------------------------------------------- | ------------------- | -------------------- | ------------------------------------- |
| Lâu đài Espluga                   | Di tích Kiến trúc phòng thủ Lâu đài | Espluga de Francolí | 41°23′51″B 1°06′19″Đ / 41,397382°B 1,105223°Đ | RI-51-0006622       | 08-11-1988           | Castillo de la Espluga · Upload image |
| Nhà thờ Vieja San Miguel          | Di tích Nhà thờ                     | Espluga de Francolí | 41°23′48″B 1°06′12″Đ / 41,396712°B 1,103376°Đ | RI-51-0000250       | 02-07-1923           | Upload image                          |
| Muros Capuig (Recinto amurallado) | Di tích Lâu đài                     | Espluga de Francolí | 41°23′49″B 1°06′17″Đ / 41,397081°B 1,104847°Đ | RI-51-0006623       | 08-11-1988           | Upload image                          |

### F

#### Forés(Forès)
| Tên                | Dạng                 | Địa điểm | Tọa độ                                        | Số hồ sơ tham khảo? | Ngày nhận danh hiệu? | Hình ảnh                          |
| ------------------ | -------------------- | -------- | --------------------------------------------- | ------------------- | -------------------- | --------------------------------- |
| Recinto amurallado | Di tích Tường thànhs | Forés    | 41°29′39″B 1°14′17″Đ / 41,494115°B 1,237954°Đ | RI-51-0006629       | 08-11-1988           | Recinto amurallado · Upload image |

### L

#### Les Piles(Les Piles)
| Tên                  | Dạng            | Địa điểm  | Tọa độ                                        | Số hồ sơ tham khảo? | Ngày nhận danh hiệu? | Hình ảnh                                |
| -------------------- | --------------- | --------- | --------------------------------------------- | ------------------- | -------------------- | --------------------------------------- |
| Lâu đài Biure        | Di tích Lâu đài | Las Pilas | 41°29′25″B 1°21′06″Đ / 41,490317°B 1,351548°Đ | RI-51-0006674       | 08-11-1988           | Castillo de Biure · Upload image        |
| Lâu đài Guialmons    | Di tích Lâu đài | Las Pilas | 41°30′44″B 1°21′56″Đ / 41,512262°B 1,365651°Đ | RI-51-0006676       | 08-11-1988           | Castillo de Guialmons · Upload image    |
| Lâu đài Las Pilas    | Di tích Lâu đài | Las Pilas | 41°30′14″B 1°20′31″Đ / 41,504027°B 1,34181°Đ  | RI-51-0006675       | 08-11-1988           | Castillo de Las Pilas · Upload image    |
| Lâu đài Sant Gallard | Di tích Lâu đài | Las Pilas | 41°30′47″B 1°23′27″Đ / 41,513135°B 1,390954°Đ | RI-51-0006677       | 08-11-1988           | Castillo de Sant Gallard · Upload image |

#### Llorach(Llorac)
| Tên                | Dạng            | Địa điểm          | Tọa độ                                        | Số hồ sơ tham khảo? | Ngày nhận danh hiệu? | Hình ảnh                              |
| ------------------ | --------------- | ----------------- | --------------------------------------------- | ------------------- | -------------------- | ------------------------------------- |
| Lâu đài Albió      | Di tích Lâu đài | Llorach Albió     | 41°33′56″B 1°16′15″Đ / 41,565522°B 1,270765°Đ | RI-51-0006638       | 08-11-1988           | Upload image                          |
| Lâu đài Cirera     | Di tích Lâu đài | Llorach La Cirera | 41°33′11″B 1°19′49″Đ / 41,552972°B 1,33014°Đ  | RI-51-0006637       | 08-11-1988           | Castillo de Cirera · Upload image     |
| Lâu đài Llorach    | Di tích Lâu đài | Llorach           | 41°33′19″B 1°18′22″Đ / 41,555326°B 1,306025°Đ | RI-51-0006634       | 08-11-1988           | Castillo de Llorach · Upload image    |
| Lâu đài Montargull | Di tích Lâu đài | Llorach           | 41°33′17″B 1°22′36″Đ / 41,55476°B 1,376805°Đ  | RI-51-0006635       | 08-11-1988           | Castillo de Montargull · Upload image |
| Lâu đài Rauric     | Di tích Lâu đài | Llorach Rauric    | 41°32′34″B 1°21′35″Đ / 41,542864°B 1,359648°Đ | RI-51-0006636       | 08-11-1988           | Upload image                          |

### M

#### Montblanch(Montblanc)
| Tên                                        | Dạng                 | Địa điểm   | Tọa độ                                        | Số hồ sơ tham khảo? | Ngày nhận danh hiệu? | Hình ảnh                                              |
| ------------------------------------------ | -------------------- | ---------- | --------------------------------------------- | ------------------- | -------------------- | ----------------------------------------------------- |
| Căn nhà Baridana I                         | Khu khảo cổ          | Montblanch | 41°20′06″B 1°05′39″Đ / 41,335125°B 1,09418°Đ  | RI-55-0000331       | 16-10-1991           | Upload image                                          |
| Căn nhà Baridana II                        | Khu khảo cổ          | Montblanch | 41°20′06″B 1°05′38″Đ / 41,334967°B 1,09375°Đ  | RI-55-0000332       | 16-10-1991           | Upload image                                          |
| Britus I                                   | Khu khảo cổ          | Montblanch | 41°19′21″B 1°06′25″Đ / 41,322558°B 1,107079°Đ | RI-55-0000336       | 16-10-1991           | Upload image                                          |
| Britus II                                  | Khu khảo cổ          | Montblanch | 41°19′25″B 1°06′24″Đ / 41,323745°B 1,106789°Đ | RI-55-0000337       | 16-10-1991           | Upload image                                          |
| Nhà Josa                                   | Di tích Cung điện    | Montblanch | 41°22′38″B 1°09′42″Đ / 41,377115°B 1,161753°Đ | RI-51-0005088       | 25-03-1985           | Casa de los Josa · Upload image                       |
| Montblanch (Recinto amurallado)            | Khu phức hợp lịch sử | Montblanch | 41°22′32″B 1°09′40″Đ / 41,375556°B 1,161111°Đ | RI-53-0000014       | 26-12-1947           | Casco Antiguo de la Villa de Montblanc · Upload image |
| Lâu đài Prenafeta                          | Di tích Lâu đài      | Montblanch | 41°22′35″B 1°13′58″Đ / 41,376428°B 1,232743°Đ | RI-51-0006645       | 08-11-1988           | Upload image                                          |
| Hang les Creus                             | Khu khảo cổ          | Montblanch | 41°19′26″B 1°05′46″Đ / 41,323943°B 1,096142°Đ | RI-55-0000338       | 16-10-1991           | Upload image                                          |
| Portell les Lletres                        | Khu khảo cổ          | Montblanch | 41°21′11″B 1°06′43″Đ / 41,353019°B 1,111998°Đ | RI-55-0000342       | 16-10-1991           | Upload image                                          |
| Nhà thờ Santa María Mayor (Montblanc)      | Di tích Nhà thờ      | Montblanch | 41°22′38″B 1°09′41″Đ / 41,377349°B 1,161469°Đ | RI-51-0007215       | 23-03-1993           | Iglesia de Santa María la Mayor · Upload image        |
| Mas d'en Carles                            | Khu khảo cổ          | Montblanch | 41°19′53″B 1°06′03″Đ / 41,331341°B 1,100951°Đ | RI-55-0000339       | 16-10-1991           | Upload image                                          |
| Mas d'en Llort                             | Khu khảo cổ          | Montblanch | 41°21′11″B 1°06′43″Đ / 41,352933°B 1,111954°Đ | RI-55-0000341       | 16-10-1991           | Upload image                                          |
| Mas d'en Ramon d'en Besso                  | Khu khảo cổ          | Montblanch | 41°21′13″B 1°06′20″Đ / 41,353652°B 1,105663°Đ | RI-55-0000343       | 16-10-1991           | Upload image                                          |
| Mas Gran                                   | Khu khảo cổ          | Montblanch | 41°19′46″B 1°06′08″Đ / 41,329526°B 1,102195°Đ | RI-55-0000340       | 16-10-1991           | Upload image                                          |
| Molinos Villa                              | Di tích Cối xoay gió | Montblanch | 41°22′30″B 1°10′38″Đ / 41,375062°B 1,177239°Đ | RI-51-0010998       | 22-07-2003           | Molinos de la Villa · Upload image                    |
| Tường Montblanch                           | Di tích Tường thành  | Montblanch | 41°22′30″B 1°09′48″Đ / 41,375029°B 1,163341°Đ | RI-51-0006643       | 08-11-1988           | Muralla de Montblanc · Upload image                   |
| Cung điện Castlá (Edificación fortificada) | Di tích Cung điện    | Montblanch | 41°22′33″B 1°09′45″Đ / 41,375831°B 1,162611°Đ | RI-51-0006644       | 08-11-1988           | Palacio del Castlá · Upload image                     |

### P

#### Passanant(Passanant i Belltall)
| Tên                   | Dạng            | Địa điểm          | Tọa độ                                        | Số hồ sơ tham khảo? | Ngày nhận danh hiệu? | Hình ảnh                                       |
| --------------------- | --------------- | ----------------- | --------------------------------------------- | ------------------- | -------------------- | ---------------------------------------------- |
| Lâu đài Glorieta      | Di tích Lâu đài | Pasanant          | 41°31′12″B 1°12′18″Đ / 41,520031°B 1,204877°Đ | RI-51-0006661       | 08-11-1988           | Castillo de Glorieta · Upload image            |
| Lâu đài Sala Comalats | Di tích Lâu đài | Pasanant Comalats | 41°31′08″B 1°13′03″Đ / 41,518983°B 1,217598°Đ | RI-51-0006662       | 08-11-1988           | Castillo de la Sala de Comalats · Upload image |
| Lâu đài Pasanant      | Di tích Lâu đài | Pasanant          | 41°31′56″B 1°11′45″Đ / 41,532144°B 1,195901°Đ | RI-51-0006660       | 08-11-1988           | Upload image                                   |

#### Pira (Tarragona)
| Tên                | Dạng           | Địa điểm                 | Tọa độ                                    | Số hồ sơ tham khảo? | Ngày nhận danh hiệu? | Hình ảnh     |
| ------------------ | -------------- | ------------------------ | ----------------------------------------- | ------------------- | -------------------- | ------------ |
| Escudo Cal Celdoni | Di tích Escudo | Pira C. Doctor Robert, 8 | 41°25′23″B 1°12′13″Đ / 41,4231°B 1,2037°Đ | RI-51-0012051       | 25-06-1985           | Upload image |

#### Pontils
| Tên                        | Dạng            | Địa điểm                       | Tọa độ                                        | Số hồ sơ tham khảo? | Ngày nhận danh hiệu? | Hình ảnh                                  |
| -------------------------- | --------------- | ------------------------------ | --------------------------------------------- | ------------------- | -------------------- | ----------------------------------------- |
| Lâu đài Montclar (Pontils) | Di tích Lâu đài | Pontils                        | 41°28′04″B 1°20′48″Đ / 41,467789°B 1,346531°Đ | RI-51-0006722       | 08-11-1988           | Upload image                              |
| Lâu đài Pontils            | Di tích Lâu đài | Pontils                        | 41°28′47″B 1°23′08″Đ / 41,479673°B 1,385548°Đ | RI-51-0006723       | 08-11-1988           | Upload image                              |
| Lâu đài Santa Perpetua     | Di tích Lâu đài | Pontils Santa Perpetua de Gayá | 41°27′46″B 1°23′30″Đ / 41,462752°B 1,391544°Đ | RI-51-0006721       | 08-11-1988           | Castillo de Santa Perpetua · Upload image |
| Lâu đài Seguer             | Di tích Lâu đài | Pontils Seguer                 | 41°26′34″B 1°24′18″Đ / 41,442802°B 1,405026°Đ | RI-51-0006725       | 08-11-1988           | Castillo de Seguer · Upload image         |
| Lâu đài Vallespinosa       | Di tích Lâu đài | Pontils Vallespinosa           | 41°26′40″B 1°20′54″Đ / 41,444574°B 1,348272°Đ | RI-51-0006724       | 08-11-1988           | Castillo de Vallespinosa · Upload image   |

### R

#### Rocafort de Queralt
| Tên                         | Dạng            | Địa điểm            | Tọa độ                                       | Số hồ sơ tham khảo? | Ngày nhận danh hiệu? | Hình ảnh                                      |
| --------------------------- | --------------- | ------------------- | -------------------------------------------- | ------------------- | -------------------- | --------------------------------------------- |
| Bodega Cooperativa Rocafort | Di tích Bodega  | Rocafort de Queralt | 41°28′32″B 1°16′54″Đ / 41,475457°B 1,28157°Đ | RI-51-0010774       | 30-07-2002           | Bodega Cooperativa de Rocafort · Upload image |
| Lâu đài Rocafort Queralt    | Di tích Lâu đài | Rocafort de Queralt | 41°28′44″B 1°16′54″Đ / 41,47891°B 1,281554°Đ | RI-51-0006702       | 08-11-1988           | Castillo de Rocafort · Upload image           |

### S

#### Santa Coloma de Queralt
| Tên                                     | Dạng                 | Địa điểm                       | Tọa độ                                        | Số hồ sơ tham khảo? | Ngày nhận danh hiệu? | Hình ảnh                                                     |
| --------------------------------------- | -------------------- | ------------------------------ | --------------------------------------------- | ------------------- | -------------------- | ------------------------------------------------------------ |
| Santa Coloma Queralt                    | Khu phức hợp lịch sử | Santa Coloma de Queralt        | 41°31′56″B 1°23′03″Đ / 41,532248°B 1,384052°Đ | RI-53-0000115       | 09-07-1970           | Casco antiguo de Santa Coloma de Queralt · Upload image      |
| Lâu đài Aguiló                          | Di tích Lâu đài      | Santa Coloma de Queralt Aguiló | 41°33′10″B 1°25′08″Đ / 41,552908°B 1,419006°Đ | RI-51-0006719       | 08-11-1988           | Castillo de Aguiló · Upload image                            |
| Lâu đài Santa Coloma Queralt            | Di tích Lâu đài      | Santa Coloma de Queralt        | 41°31′59″B 1°23′02″Đ / 41,53316°B 1,383782°Đ  | RI-51-0006717       | 08-11-1988           | Castillo de Santa Coloma de Queralt · Upload image           |
| Nhà thờ Nuestra Señora Merced           | Di tích Nhà thờ      | Santa Coloma de Queralt        | 41°31′44″B 1°23′09″Đ / 41,528964°B 1,385839°Đ | RI-51-0001161       | 29-09-1944           | Iglesia de Nuestra Señora de la Merced · Upload image        |
| Recinto amurallado Santa Coloma Queralt | Di tích Tường thành  | Santa Coloma de Queralt        | 41°31′54″B 1°22′58″Đ / 41,531702°B 1,382888°Đ | RI-51-0006718       | 08-11-1988           | Recinto amurallado de Santa Coloma de Queralt · Upload image |

#### Savallà del Comtat(Savallà del Comtat)
| Tên                     | Dạng            | Địa điểm            | Tọa độ                                        | Số hồ sơ tham khảo? | Ngày nhận danh hiệu? | Hình ảnh                                  |
| ----------------------- | --------------- | ------------------- | --------------------------------------------- | ------------------- | -------------------- | ----------------------------------------- |
| Lâu đài Savallá         | Di tích Lâu đài | Savallá del Condado | 41°32′37″B 1°17′57″Đ / 41,543732°B 1,299043°Đ | RI-51-0006726       | 08-11-1988           | Castillo de Savallá · Upload image        |
| Lâu đài và muros Segura | Di tích Lâu đài | Savallá del Condado | 41°32′40″B 1°15′56″Đ / 41,544575°B 1,265571°Đ | RI-51-0006727       | 08-11-1988           | Castillo y muros de Segura · Upload image |

#### Solivella
| Tên               | Dạng            | Địa điểm  | Tọa độ                                        | Số hồ sơ tham khảo? | Ngày nhận danh hiệu? | Hình ảnh                             |
| ----------------- | --------------- | --------- | --------------------------------------------- | ------------------- | -------------------- | ------------------------------------ |
| Lâu đài Solivella | Di tích Lâu đài | Solivella | 41°27′26″B 1°10′36″Đ / 41,457188°B 1,176635°Đ | RI-51-0006729       | 08-11-1988           | Castillo de Solivella · Upload image |

### V

#### Vallclara
| Tên               | Dạng            | Địa điểm  | Tọa độ                                        | Số hồ sơ tham khảo? | Ngày nhận danh hiệu? | Hình ảnh     |
| ----------------- | --------------- | --------- | --------------------------------------------- | ------------------- | -------------------- | ------------ |
| Lâu đài Vallclara | Di tích Lâu đài | Vallclara | 41°22′36″B 0°58′49″Đ / 41,376633°B 0,980344°Đ | RI-51-0006768       | 08-11-1988           | Upload image |

#### Vallfogona de Riucorb
| Tên                | Dạng            | Địa điểm              | Tọa độ                                       | Số hồ sơ tham khảo? | Ngày nhận danh hiệu? | Hình ảnh                              |
| ------------------ | --------------- | --------------------- | -------------------------------------------- | ------------------- | -------------------- | ------------------------------------- |
| Lâu đài Vallfogona | Di tích Lâu đài | Vallfogona de Riucorb | 41°33′47″B 1°14′09″Đ / 41,56319°B 1,235892°Đ | RI-51-0006769       | 08-11-1988           | Castillo de Vallfogona · Upload image |

#### Vimbodí y Poblet(Vimbodí i Poblet)
| Tên                                                  | Dạng                | Địa điểm         | Tọa độ                                        | Số hồ sơ tham khảo? | Ngày nhận danh hiệu? | Hình ảnh                                                |
| ---------------------------------------------------- | ------------------- | ---------------- | --------------------------------------------- | ------------------- | -------------------- | ------------------------------------------------------- |
| Granja castillo Milmanda (Edificación fortificada)   | Di tích Lâu đài     | Vimbodí y Poblet | 41°23′50″B 1°04′29″Đ / 41,3973°B 1,074767°Đ   | RI-51-0006803       | 08-11-1988           | Granja castillo de Milmanda · Upload image              |
| Granja castillo Riudabella (Edificación fortificada) | Di tích Lâu đài     | Vimbodí y Poblet | 41°22′21″B 1°02′34″Đ / 41,372567°B 1,042797°Đ | RI-51-0006802       | 08-11-1988           | Granja castillo de Riudabella · Upload image            |
| Đan viện Poblet                                      | Di tích Tu viện     | Vimbodí y Poblet | 41°22′51″B 1°04′59″Đ / 41,380696°B 1,083126°Đ | RI-51-0000197       | 13-07-1921           | Monasterio de Poblet · Upload image                     |
| Cung điện rei Marti (Edificación fortificada)        | Di tích Lâu đài     | Vimbodí y Poblet |                                               | RI-51-0006801       | 08-11-1988           | Upload image                                            |
| Parte Valle Tu viện Poblet (Entorno tu viện Poblet)  | Địa điểm lịch sử    | Vimbodí y Poblet | 41°22′51″B 1°05′00″Đ / 41,380698°B 1,083229°Đ | RI-54-0000062       | 09-11-1984           | Parte del Valle del Monasterio de Poblet · Upload image |
| Recinto amurallado Poblet                            | Di tích Tường thành | Vimbodí y Poblet | 41°22′51″B 1°04′57″Đ / 41,380783°B 1,082504°Đ | RI-51-0006800       | 08-11-1988           | Recinto amurallado de Poblet · Upload image             |